# Wilde (film)
Wilde är en brittisk-tysk-japansk dramafilm från 1997 i regi av Brian Gilbert. Filmen handlar om Oscar Wildes liv och titelrollen spelas av Stephen Fry.
Filmen hade svensk premiär på Göteborgs filmfestival den 29 januari 1998 samt i resten av landet den 27 februari 1998.

## Rollista i urval
| Stephen Fry      | – Oscar Wilde                 |
| Jude Law         | – Lord Alfred 'Bosie' Douglas |
| Vanessa Redgrave | – Lady Speranza Wilde         |
| Jennifer Ehle    | – Constance Lloyd Wilde       |
| Tom Wilkinson    | – Markisen av Queensberry     |
| Gemma Jones      | – Lady Queensberry            |
| Judy Parfitt     | – Lady Mount-Temple           |
| Michael Sheen    | – Robbie Ross                 |
| Ioan Gruffudd    | – John Gray                   |
| Orlando Bloom    | – Rent Boy                    |
| Zoë Wanamaker    | – Ada Leverson                |